# Шупиро, Сергей Николаевич

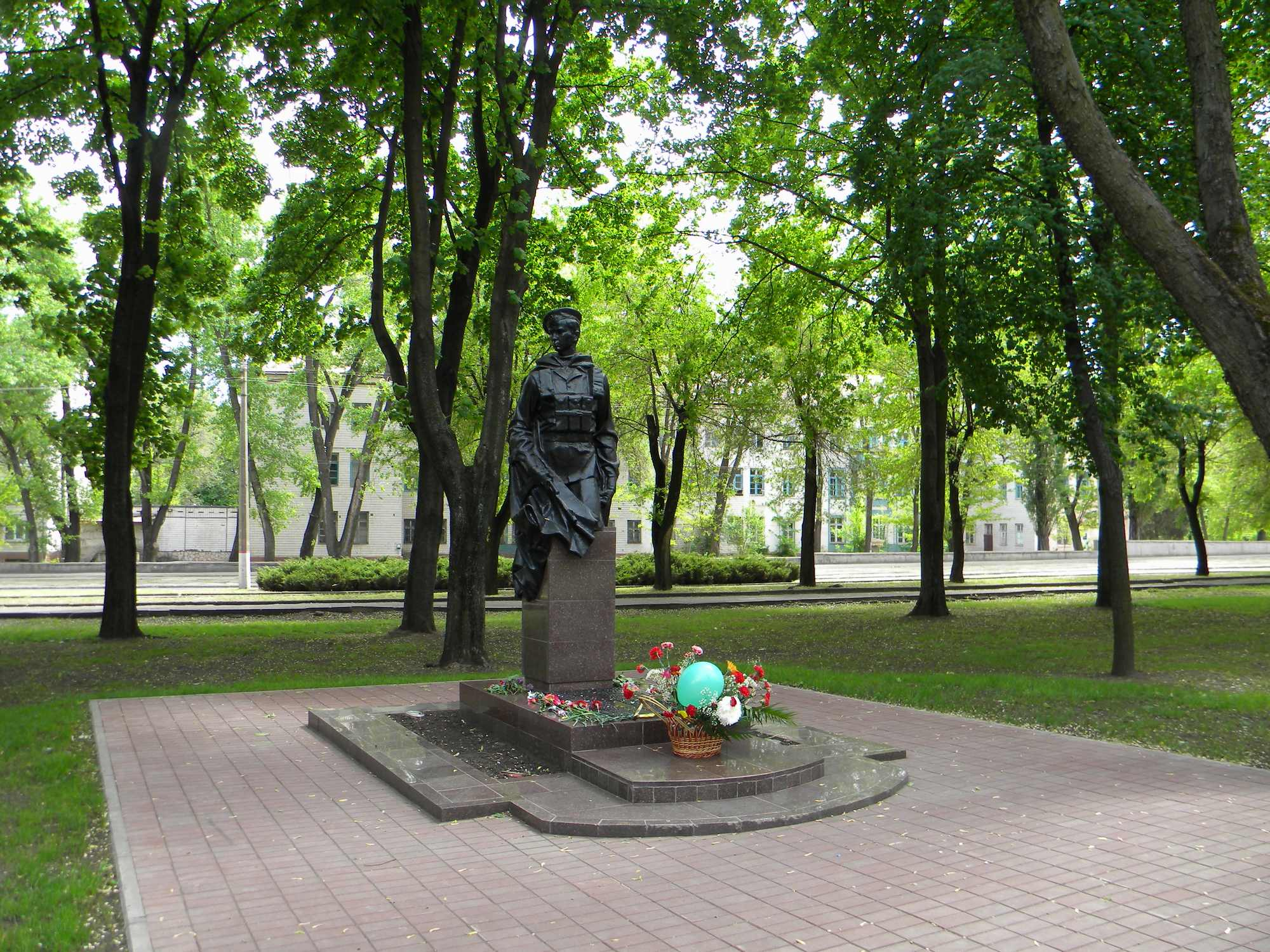
Имя на памятнике воинам-интернационалистам на Дзержинке (Кривой Рог)

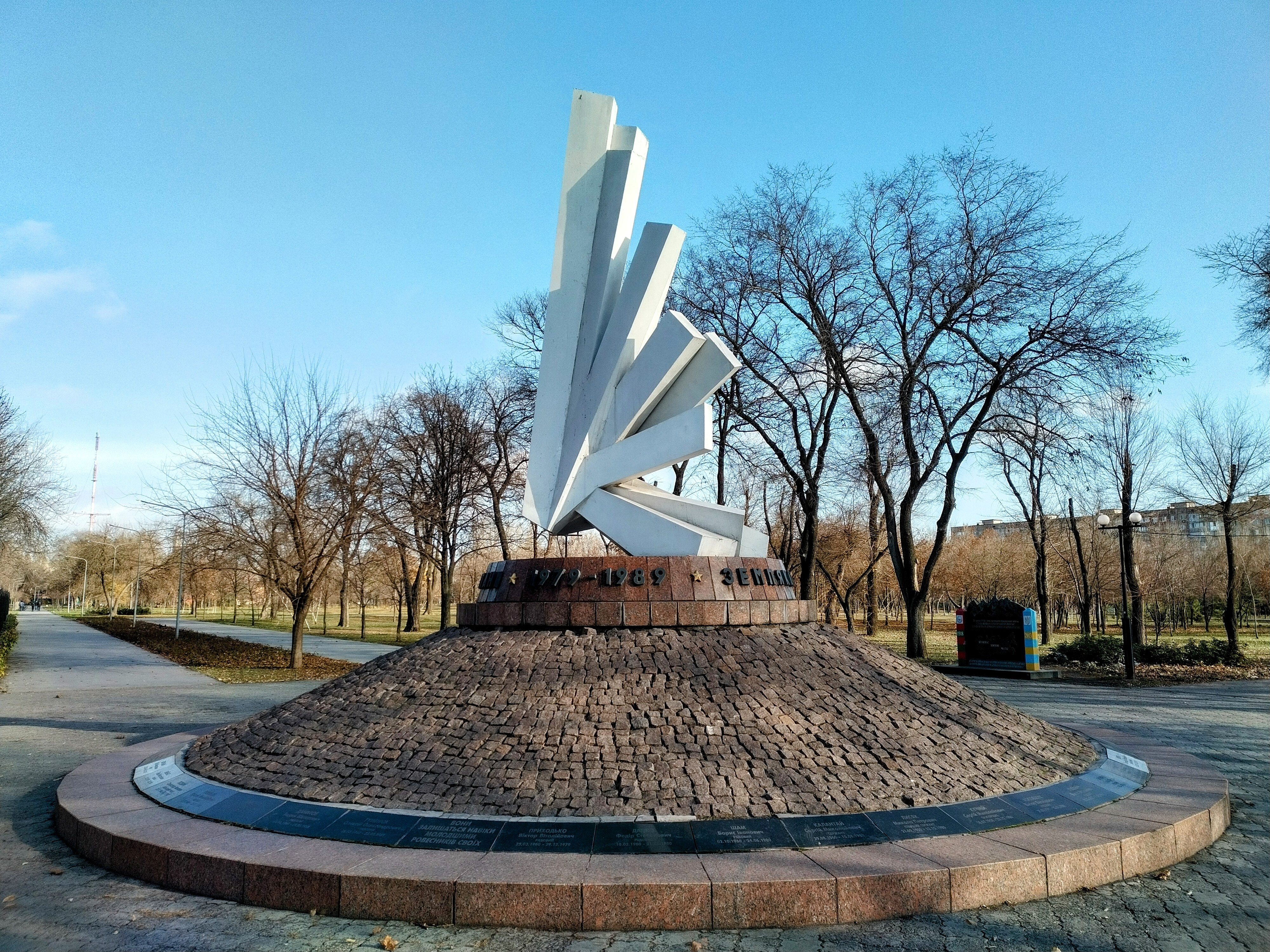
Имя на памятнике воинам-интернационалистам в Юбилейном парке (Кривой Рог)

Шупиро Сергей Николаевич (29 января 1958, Сталино — 20 декабря 1985, Афганистан) — советский офицер, капитан, командир танковой роты, участник Афганской войны.

## Биография
Родился 29 января 1958 года в городе Донецке Донецкой области в семье служащего.
В сентябре 1975 года призван в Вооружённые силы СССР. В 1979 году окончил Харьковское гвардейское высшее танковое командное училище. Служил в подшефной части в городе Кривой Рог.
В августе 1985 года направлен в Афганистан, где неоднократно участвовал в боевых операциях. Как умелый и уверенный командир, обеспечивал успешное выполнение задач ротой.
20 декабря 1985 года при отражении нападения противника на колонну под его командованием танк, в котором находился капитан Шупиро, был подбит. Получил тяжёлое ранение, но продолжил руководить боем. Умер в тот же день от полученных ранений.
Похоронен в городе Кривой Рог на Центральном кладбище (участок 3, ряд 5, могила 285).
В 2018 году могила была повреждена вандалами.

## Награды
- Орден Ленина (посмертно)[1][2].

## Память
- Имя на памятнике воинам-интернационалистам Днепропетровщины, погибшим в Афганистане (Днепр);
- Имя на памятнике воинам-интернационалистам на Дзержинке (Кривой Рог);
- Имя на памятнике воинам-интернационалистам в Юбилейном парке (Кривой Рог).